# هیو لو کین
 هیو لو کین (انگلیسی: Hugh Le Caine؛ زاده ۲۷ مه ۱۹۱۴ درگذشته ۳ ژوئیه ۱۹۷۷) یک فیزیک‌دان و آهنگساز اهل کانادا بود.